# Magic Knight Rayearth
Magic Knight Rayearth (魔法騎士レイアース, Mahō Kishi Reiāsu) és un manga i anime creat pel grup Clamp, en el 1994. Aquesta història va nàixer com manga i posteriorment va ser adaptada a anime, resultant en 49 episodis dividits en 3 temporades: la primera abasta l'arribada de les xiques al món de Cephiro, la segona el retorn a aquest món i la tercera el desenllaç dels conflictes i personatges. Posteriorment, van ser presentats 3 OVAs que mostren una història alternativa, amb els mateixos personatges i mateixos noms però diferent relació entre ells i fins i tot diferents personalitats en alguns, contant a més amb un dibuix, qualitat i disseny més estilitzat.
El manga original va ser serialitzat al Japó en la revista Nakayoshi de l'editorial Kōdansha. Més tard, va ser llicenciat i traduït a l'anglès en Estats Units per l'editorial TOKYOPOP (inicialment dita Mixx) en sis volums. En Mèxic va ser publicada en conjunt amb Sailor Moon en una revista dual, encara que cap dels dos mangues van ser publicats en la seua totalitat.

## Actors de veu

### Versió Japonesa
- Hikaru Shidou: Hekiru Shiina
- Fuu Hououji: Hiroko Kasahara
- Umi Ryuuzaki: Konami Yoshida
- Presea: Emi Shinohara
- Mokona: Yuri Shiratori
- Master mage Clef: Nozomu Sasaki
- Ferio: Takumi Yamazaki
- Caldina: Yuko Nagashima
- Ascot: Minami Takayama
- Windam: Akio Ohtsuka
- Ceres: Tesshō Genda
- Rayearth: Hideyuki Tanaka
- Alcyone: Yuri Amano
- Lafarga: Yukimasa Kishino
- Innova: Ryōtarō Okiayu
- Princesa Emeraude: Megumi Ogata
- Zagato: Juurouta Kosugi
- Lantis: Juurouta Kosugi
- Eagle Visión: Megumi Ogata
- Geo Metro: Kiyoyuki Yanada
- Zazu Torque: Junichi Kanemaru
- Aska: Chinami Nishimura
- San Yung: Satomi Koorogi
- Chan'an: Kohei Miyauchi (episodis 26 a 30), Takkou Ishimori (des de l'episodi 31)
- Tatra: Kikuko Inoue
- Tarta: Aya Hisakawa
- Nova: Miki Itou
- Debonair: Atsuko Takahata